# نادي الحمرية
نادي الحمرية الثقافي الرياضي يقع نادي الحمرية في الحمرية بإمارة الشارقة بدولة الإمارات العربية المتحدة.

## تأسيس النادي
تأسس النادي في أكتوبر 1984 بالقرار رقم 166 لسنة 87 أعيد إشهاره عام 1993 من قبل الشيخ سلطان بن محمد القاسمي.

## تشكيلة الفريق الحالية
ملاحظة: تشير الأعلام إلى المنتخب الوطني على النحو المحدد في قواعد الأهلية للفيفا. قد يحمل اللاعبون أكثر من جنسية واحدة غير تابعة للفيفا.
| الرقم | البلد                    | المركز | اللاعب           |
| ----- | ------------------------ | ------ | ---------------- |
| 1     | الإمارات العربية المتحدة | حارس   | أحمد الشاجي      |
| 2     | الإمارات العربية المتحدة | وسط    | جمال عبد الناصر  |
| 4     | الإمارات العربية المتحدة | مدافع  | عمر الزعابي      |
| 5     | الإمارات العربية المتحدة | مدافع  | حمد جاسم         |
| 6     | البرازيل                 | وسط    | ايتالو           |
| 7     | الإمارات العربية المتحدة | وسط    | إسماعيل الحمادي  |
| 8     | صربيا                    | وسط    | ألكسندر ديزانتشي |
| 9     | إيطاليا                  | مهاجم  | جودبيرج كوبر     |
| 10    | الإمارات العربية المتحدة | مهاجم  | محمد إبراهيم عيد |
| 11    | النيجر                   | وسط    | إبراهيم هارونا   |
| 12    | الإمارات العربية المتحدة | حارس   | منصور غلوم       |
| 13    | العراق                   | حارس   | عبد الله قحطان   |
| 15    | جمهورية الكونغو          | وسط    | دافاريل مواندزا  |

| الرقم | البلد                       | المركز | اللاعب                           |
| ----- | --------------------------- | ------ | -------------------------------- |
| 18    | دولة فلسطين                 | وسط    | سليم بركة                        |
| 21    | جمهورية الكونغو             | وسط    | دورما ماينونجي                   |
| 22    | سلطنة عمان                  | مدافع  | سالم المعمري                     |
| 23    | جمهورية الكونغو الديمقراطية | مدافع  | بيميسي كارنو                     |
| 26    | الإمارات العربية المتحدة    | وسط    | محمد أحمد (معار من نادي العروبة) |
| 27    | سلطنة عمان                  | مدافع  | عبد السلام بن عارف               |
| 41    | الإمارات العربية المتحدة    | وسط    | سعود عبد الرزاق                  |
| 55    | البرازيل                    | وسط    | إريك أراوخو                      |
| 57    | المغرب                      | وسط    | عصام سحيتيت                      |
| 81    | الإمارات العربية المتحدة    | وسط    | محمد جاسم                        |
| 95    | البرازيل                    | وسط    | جويليرم كاسترو                   |
| 99    | الإمارات العربية المتحدة    | مهاجم  | يعقوب يوسف                       |
| --    | الإمارات العربية المتحدة    | حارس   | سلطان الزعابي                    |